# Nathaniel Moore
Nathaniel Ford Moore, III (Chicago, Illinois, 31 de gener de 1884 - Chicago, 9 de gener de 1910) va ser un golfista estatunidenc que va competir a principis del segle xx.
El 1904 va prendre part en els Jocs Olímpics de Saint Louis, on guanyà la medalla d'or en la prova per equips del programa de golf, com a membre de l'equip Western Golf Association. En la prova individual quedà eliminat en vuitens de final.